# Leila Farsakh
Leila Farsakh (en árabe: ليلى فرسخ‎) (1967) es una economista política palestina, nacida en Jordania y es  profesora asistente de Ciencia Política en la Universidad de Harvard, Massachusetts en Boston. Su área de especialización es la política de Medio Oriente, la Política Comparada y la Política del Conflicto árabe-israelí. Farsakh posee un MPhil por la Universidad de Cambridge, de Reino Unido (1990) y un doctorado por la Universidad de Londres (2003).
Farsakh realizó una investigación postdoctoral en el Centro de Estudios del Medio Oriente de Harvard, y también es investigadora afiliada en el Centro de Estudios Internacionales del Instituto de Tecnología de Massachusetts.
Ha trabajado con varias organizaciones, incluida la Organización para la Cooperación y el Desarrollo Económico en París (1993 - 1996) y el Instituto de Investigación de Política Económica Palestina en Ramala (1998 - 1999).
En 2001 ganó el Premio Paz y Justicia de la Comisión de Paz de Cambridge, Massachusetts.
Farsakh es la codirectora del Proyecto para Jerusalén 2050, un proyecto de resolución de problemas patrocinado conjuntamente por el Departamento de Estudios y Planificación Urbana del Instituto de Tecnología de Massachusetts y el Centro de Estudios Internacionales. Ha escrito extensamente sobre temas relacionados con la economía palestina y el proceso de paz de Oslo, la migración internacional y la integración regional.
También fue miembro del directorio de la organización no gubernamental RESIST (www.resistinc.org), fundada en 1967 para proporcionar dinero, a través de subvención, y apoyo a los movimientos de base que abogan por el cambio social.

### Libros
- Migración Laboral palestina a Israel: Laboral, Tierra, y Ocupación (2005). Taylor & Francis Ltd, Reino Unido. ISBN 0-415-33356-3.[5]
- Conmemorando el Naksa, Evocando el Nakba, (editor de huésped), Revista Electrónica de Estudios Orientales Medios, primavera 2008, MIT, Boston, 2008.

Estrategias de desarrollo, Ocupación y Migración Internacional, (coeditado con David O'Connor), OECD Publicaciones de Centro del Desarrollo, París, 1996.
- Ocupación palestina en Israel: 1967-1997 (1998). Ramallah.

### Artículos
- “La Solución Estatal y el israelí-Conflicto palestino: Perspectivas y Retos palestinos”, Revista de Oriente Medio, vol.64 núm.1, invierno 2011, pp. 20@–45.
- “Que Compromete introducción Islam: Feminismos, Religiosities y Autodeterminaciones” coautoría con Elora Chowdhury y Rajini Srikanth, Revista Feminista Internacional de Políticas, vol. 10, núm.4 de diciembre de 2008, pp. 439@–454.
- Un Legado de Promesa para musulmanes, el Globo de Boston, coautoría con Elora Chowdhury, 11 de septiembre de 2007.
- Con otros: Declaración: Un país, uno estatal 9 de julio de 2007, Electrónico Intifada,
- Tiempo para un Bi-Estado Nacional, Marcha 2007 Le Monde diplomatique (también publicado en: Israel-Palestine: Tiempo para un bi-estado nacional, 20 Marcha 2007 Electrónico Intifada,
- La Economía de Ocupación israelí: Qué es Colonial aproximadamente lo?, 2006
- Independencia, Lados, o Bantustans: Dónde el Estado palestino? vol.59, núm.2, primavera 2005, Revista de Oriente Medio
- La Economía Política de Cambio Agrario en la Cisjordania y Cinta de Gaza (enlace roto disponible en Internet Archive; véase el historial, la primera versión y la última)., Robert Schuman Centro para Adelantado Estudia Papel Laborable, Instituto Universitario europeo, 2004.
- Israel: Un Estado de Apartheid? noviembre de 2003, Le Monde diplomatique
- Flujos de Trabajo palestino a Israel: Una Historia Acabada?, asunto 125, otoño de 2002, Revista de Palestine Estudios,
- La economía palestina y el Proceso “de Paz del Oslo", el Trans-Instituto de Búsqueda árabe, 2001
- Económico Viability de un Estado palestino en la Cisjordania y Cinta de Gaza: Es Posible sin Soberanía e Integridad Territoriales?, MIT Revista Electrónica de Estudios de Oriente Medio, mayo de 2001
- Debajo Asedio: Clausura, Separación y la Economía palestina 217 - invierno de 2000, MERIP

### Conferencias públicas
- Notas encima Analogía: Israel y Apartheid, en el Centro para Estudios Orientales Medios en Universidad de Harvard, 16 de marzo de 2007.
- Más allá Apartheid en Israel/Palestine: La Realidad en las Lecciones & de Tierra de Sudáfrica, en Universidad Nororiental en Boston, 19 de noviembre de 2006.[6]
- "Flujo de Trabajo palestino a Israel: Es Encima?", en el Centro para Estudios Orientales Medios en Universidad de Harvard, 19 de febrero de 2002.[7]
- Perspectiva palestina, Chomsky Conferencia encima Crisis de Oriente Medio, 14 de diciembre de 2000.